# Petřínská rozhledna
Petřínská rozhledna je díky své výšce téměř šedesáti metrů jednou z nejvyšších pražských dominant. Co do stáří sice s většinou pražských věží nemůže soupeřit, ale už v době její výstavby si ji Pražané zamilovali, jako by tu stála odjakživa. Ostatně vrch Petřín byl tehdy oblíbeným cílem Pražanů, kteří sem chodívali na promenádu do obecních sadů a vinic k Nebozízku.

## Historie
Myšlenka stavby Petřínské rozhledny se zrodila roku 1889 při výpravě organizované Klubem českých turistů na Světovou výstavu v Paříži. Klub českých turistů byl založen o rok dříve z iniciativy vlastenců kolem Vojty Náprstka, národopisce a mecenáše, který do české společnosti přinášel pokrokové myšlenky. Účastníci pařížské výpravy byli natolik uchváceni Eiffelovou věží, že se rozhodli podobnou konstrukci zbudovat i nad Prahou. Jubilejní zemská výstava plánovaná na rok 1891 byla pro velkorysou stavbu skvělou příležitostí. Hned po návratu nadšenci založili Družstvo pro výstavbu Petřínské rozhledny, vložili do něj první peníze a od magistrátu získali pozemek na Petříně. Výstavbu rozhledny od samého počátku výrazně propagoval publicista a politik Vilém Kurz. Autorem návrhu byl architekt Vratislav Pasovský a ocelovou konstrukci věže navrhli inženýři František Prášil a Julius Souček. Roku 1890 byla dokončena projektová příprava a Pražská mostárna Českomoravské továrny na stroje v Libni se pustila do stavby.
Během rekordních čtyř týdnů byla vyrobena železná konstrukce a následně dopravena na Petřín. Stavělo se podle pařížské Eiffelovky z plávkové oceli, technologií horkých nýtů. Byl to skutečný závod s časem, takže stavba rostla dnes těžko představitelným tempem. Za tři měsíce bylo dokončeno i nejvyšší patro s 299 dřevěnými schody. Rozhledna byla završena zasklenou lucernou a svatováclavskou korunou s železnou žerdí na prapory, která zároveň sloužila jako hromosvod. Původní rozpočet činil 32 000 zlatých, ve výsledku se ale náklady na stavbu víc než zdvojnásobily. Petřínská věž si Pražany získala, okamžitě ji přijali za svou, vždyť se už během stavby v davech chodili dívat, jak pokračují práce na „jejich rozhledně“. Za necelé čtyři měsíce od zahájení prací bylo hotovo. Slavnostní otevření rozhledny se konalo 20. srpna 1891.
S výstavbou rozhledny vyvstala otázka dopravy návštěvníků na vrchol Petřína. V úvahu připadala kolejová lanová dráha. Práce na ní začaly téměř souběžně s realizací věže. Projektu a výstavby lanovky se ujala firma Reiter & Štěpán. Na svou dobu velmi moderní vozy dodala smíchovská firma Ringhoffer. Již po necelých šesti měsících 25. července 1891 byla uskutečněna první jízda. Trasa lanové dráhy dlouhá necelých čtyři sta metrů tehdy končila nad Nebozízkem.
Jubilejní výstava v roce 1891 byla původně plánována jako všeobecná zemská výstava, avšak mnozí němečtí podnikatelé v Čechách se ji rozhodli bojkotovat. Stala se tedy přehlídkou rozvoje a vyspělosti hlavně českého průmyslu a české podnikavosti. Konala se na nově zbudovaném výstavišti v Holešovicích, trvala od května do října 1891 a navštívilo ji neuvěřitelných dva a půl milionu lidí. Bezkonkurenčně největší atrakcí mimo výstaviště se stala možnost svézt se lanovkou na Petřín a vystoupat na vrchol nové rozhledny. Kromě výhledu na strhující panorama Prahy včetně blízkého Pražského hradu se odsud za jasného počasí otevírá daleký rozhled po Čechách. Je vidět Říp s Českým středohořím, Brdy, Krušné hory a dokonce masiv Krkonoš.
Rok po skončení Jubilejní výstavy byl do blízkosti rozhledny na vrchol Petřína přestěhován ještě výstavní pavilón Klubu českých turistů. Napodobenina zaniklé gotické vyšehradské pevnostní brány Špička vznikla podle projektu architekta Antonína Wiehla. Uvnitř lákalo hlavně dioráma bratří Liebscherů – obraz s plastickým popředím představující bitvu o Karlův most z konce třicetileté války roku 1648 mezi švédským vojskem a pražskými studenty. Rozměry obrazu jsou 8 x 10 m a plátno váží 120 kg. V roce 1893 přibyl zábavný labyrint vytvořený z pětatřiceti zrcadel. V 60. letech minulého století doplnilo průchod pavilonem dalších čtrnáct různě zkreslujících zrcadel a atrakce se vžila pod názvem Zrcadlové bludiště.
V době nacistické okupace byla existence Petřínské rozhledny vážně ohrožena. Během své návštěvy okupované Prahy v březnu 1939 Adolf Hitler vyslovil přání, aby byla Petřínská rozhledna zbourána, protože prý kazí výhled z Pražského hradu. K tomu naštěstí nedošlo. Moderní doba využila Petřínskou rozhlednu i pro praktické účely. V roce 1922 z věže proběhlo radiofonické vysílání  na zemědělskou výstavu ve Stromovce. Tato veřejná produkce byla prvním hromadným poslechem rozhlasu v Česku. V roce 1953 byl na rozhledně uveden do provozu televizní vysílač. V souvislosti s tím byl zrušen výtah, protože tubus vyplnily kabely a napáječe. Královskou korunu na vrcholu nahradila televizní anténa. V roce 1961 byl TV vysílač nahrazen Cukrákem a Petřín sloužil jen jako vykrývač s malým výkonem (50 W). V září 1979 byla rozhledna pro veřejnost uzavřena kvůli špatnému technickému stavu. Teprve v roce 1991, po nejnutnějších opravách a v souvislosti se stým výročím Jubilejní zemské výstavy, byla rozhledna znovu otevřena veřejnosti. Televizní vysílání z Petřínské rozhledny skončilo v roce 1992 po zprovoznění Žižkovské televizní věže. Stále je v provozu FM rozhlasové vysílání (Evropa 2, ČRo Dvojka, RFI). Generální rekonstrukce rozhledny proběhla v letech 1999 až 2002 a přinesla také obnovení výtahu a zpřístupnění věže návštěvníkům na invalidním vozíku. Od roku 2020 je Petřínská rozhledna ve správě Prague City Tourism.